# Metagonia rica
Metagonia rica là một loài nhện trong họ Pholcidae. Loài này được phát hiện ở Costa Rica và Panama.